# 横浜市立西金沢中学校
横浜市立西金沢中学校（よこはましりつ にしかなざわちゅうがっこう）は、神奈川県横浜市金沢区釜利谷西四丁目にあった公立中学校。

## 概要
当校は、横浜市立金沢中学校の大規模化に伴い、釜利谷地区方面の関ヶ谷自治会、山の手自治会、夏山町内会、夏山東町内会地域の生徒を新設校に移行する形で1981年(昭和56年)4月1日に開校した。学校の位置が金沢区の最西部丘陵上に、また親校、金沢中学校の西方向に位置することから西金沢中学校と命名された。創立当初は学級数12、生徒数516名、教職員25名であった。1989年(平成元年)には創志館、視聴覚室が完成し、1992年(平成4年)にはコンピューター室もできた。創立記念日は4月17日である。2010年(平成22年)4月に、横浜市立釜利谷西小学校と共に、横浜市初の小中一貫校となった。

## 交通
- 京浜急行電鉄金沢文庫駅駅前バスターミナル1番ポールから、横浜京急バス｢野村住宅センター」行きで、途中「中学校前」下車、徒歩1分。

## 沿革
- 1981年(昭和56年)4月1日 - 開校
- 2010年(平成22年)4月1日 - 横浜市立釜利谷西小学校との小中一貫校となる
- 2017年(平成29年)4月1日 - 横浜市立義務教育学校西金沢学園（横浜市立西金沢義務教育学校）へ移行[1]

## 校歌
作詞は第2期卒業生の藤原裕子、作曲は当時の本校教員である宮坂洋二。

## 学校教育目標
世界を見つめる共に生きる中で、自らの生き方を創り出す力を育てます。
- （に）人間愛豊かな心をはぐくみます。
- （し）自主・自立の力を高めます。
- （か）考える力を伸ばします。
- （な）なかまづくりや地域社会へのかかわりを大切にします。

## 主な学校行事
- くすのき祭（文化祭）
- 小中地域スポーツフェスティバル（体育祭）
- オーストラリアメイフィールド校との国際交流
- 横浜山手中華学校との国際交流
- 百人一首大会
- 区長と語る会

## 部活動
- 陸上競技部
- 野球部
- 硬式テニス部
- ソフトテニス部
- 卓球部
- 美術部
- 合唱部

## 主な進学高校
2005年度の学区撤廃以前は『横浜臨海学区』に属していた。
旧学区内の県立高校は、
- 神奈川県立磯子高等学校
- 神奈川県立金沢総合高等学校
- 神奈川県立釜利谷高等学校
- 神奈川県立氷取沢高等学校
- 神奈川県立横浜緑ケ丘高等学校
- 神奈川県立横浜立野高等学校
- 横浜市立金沢高等学校
- 横浜市立みなと総合高等学校

## 近隣の学校
- 横浜市立釜利谷西小学校（小中一貫教育推進校、WPS）
- 横浜市立釜利谷中学校
- 横浜市立釜利谷南小学校
- 横浜市立釜利谷東小学校
- 横浜市立金沢中学校